# HD 181401
HD 181401，又名CD-4214133，SAO 229643、HR 7334，是一颗恒星，视星等为6.34，位于銀經356.15，銀緯-23.18，其B1900.0坐标为赤經19h 15m 8.8s，赤緯-42° -23.18′ 9″。